# Provincia di Chiang Mai
La provincia di Chiang Mai si trova in Thailandia e fa parte del gruppo regionale della Thailandia del Nord. Si estende per 20.107 km² e a tutto il 2021 aveva 1 789 385 abitanti. Il capoluogo è il distretto di Mueang Chiang Mai e la città principale è Chiang Mai, situata a 685 km da Bangkok.

## Geografia antropica

Mappa degli Amphoe

La provincia è suddivisa in 25 distretti (amphoe). Questi a loro volta sono suddivisi in 204 sottodistretti (tambon) e 2066 villaggi (muban).
| 1. Mueang Chiang Mai 2. Chom Thong 3. Mae Chaem 4. Chiang Dao 5. Doi Saket 6. Mae Taeng 7. Mae Rim 8. Samoeng 9. Fang 10. Mae Ai 11. Phrao 12. San Pa Tong | 1. San Kamphaeng 2. San Sai 3. Hang Dong 4. Hot 5. Doi Tao 6. Omkoi 7. Saraphi 8. Wiang Haeng 9. Chai Prakan 10. Mae Wang 11. Mae On 12. Doi Lo 13. Galyani Vadhana |

### Amministrazioni comunali
A tutto il 2021, Chiang Mai aveva 119 171 residenti ed era l'unico comune della provincia con lo status di città maggiore (thesaban nakhon). I 4 comuni della provincia che rientravano tra le città minori (thesaban mueang) erano Mae Jo con 23 321 residenti, Mae Hia con 19 707, Mueang Kaen Phatthana con 12 541 e Ton Pao con 19 565. Nell'aprile 2020 vi erano inoltre 116 municipalità di sottodistretto (thesaban tambon), mentre le aree che non ricadevano sotto la giurisdizione delle amministrazioni comunali erano governate da un totale di 89 "Organizzazioni per l'amministrazione del sottodistretto" (ongkan borihan suan tambon).